# ジャン・デルヴィル
ジャン・デルヴィル（Jean Delville、1867年1月19日 - 1953年1月19日）は、ベルギー象徴主義の美術家。フェルナン・クノップフらと共にー象徴主義のグループ「薔薇十字サロン」に出品した。ラファエル前派からの発想を得て、ベルギーにおける美学的ルネサンスを喚起することを目標とする「理想主義芸術展」を創設した。

## 略歴
ルーヴェンに生まれた。実父を知らずに育ち、母親は後にルーヴェンで働く士官と結婚し、デルヴィルの姓を名乗るようになった。ブリュッセル王立美術アカデミーでジャン＝フランソワ・ポルテールに学んだ後、ローマやパリ、ロンドンで修業した。はじめ写実主義のスタイルでブリュッセル王立美術アカデミー出身者が母体となった美術家グループ、「L'Essor(発展)」の展覧会に出展した。1888年に最初の詩集を出版した。象徴主義に傾倒し、1892年からジョセファン・ペラダンが主催した象徴派の展覧会、「薔薇十字サロン」（Salon de la Rose + Croix）に出展した。この頃、ピエール・ジャン・ブラクやヴィクトール・ルソーらと「L'Essor」の保守的な運営に不満を持つ美術家のグループ「Pour l'art（芸術のために）」を設立し、1892年に最初の展覧会を開催した。このグループは1939年までグループ展を開催した。1896年には「Salon d'Art Idéaliste(理想主義芸術展)」を設立した。
1900年から1905年の間はイギリスのグラスゴー美術学校で教え、1907年から1937年の間はブリュッセル王立美術アカデミーやモンスの美術学校で教えた。